# Maladera nakamurai
Maladera nakamurai är en skalbaggsart som beskrevs av Miyake 1991. Maladera nakamurai ingår i släktet Maladera och familjen Melolonthidae. Inga underarter finns listade i Catalogue of Life.